# Autocharis aeanalis
Autocharis aeanalis är en fjärilsart som beskrevs av Reginald James West 1931.
Autocharis aeanalis ingår i släktet Autocharis och familjen Crambidae. Inga underarter finns listade i Catalogue of Life.